# صلاح عبد الفتاح الخالدي
صلاح عبد الفتاح الخالدي (1367- 1443 هـ / 1947- 2022 م) عالمٌ مُسلم  أردني من أصل فلسطيني، مُتخصِّص في التفسير وعلوم القرآن، مدرِّس وإمام وخطيب، وأستاذ جامعي. 

## ولادته ودراسته
ولد صلاح عبد الفتاح الخالدي مدينة جنين، بتاريخ 18 محرم 1367 هـ الموافق 1 ديسمبر 1947 م. 
عمل في التدريس الجامعي زهاء 35 عامًا، وله فيها -وبعدها- عديد الندوات والدروس والمؤلفات، وكان تفرّغ في سنواته الأخيرة لذلك، بدأ طلبه للعلم بحصوله على بعثة للأزهر سنة 1965 وهناك أخذ الشيخ الثانوية الأزهرية، ثم دخل كلية الشريعة وتخرج منها سنة 1970 ثم درس الماجستير سنة 1977 في جامعة الإمام محمد بن سعود الإسلامية بالرياض، وكانت الرسالة التي قدمها بعنوان: سيد قطب والتصوير الفني في القرآن وجاءت في قسمين: القسم الأول عن حياة سيد قطب، والثاني عن التصوير الفني في القرآن. تمت المناقشة سنة 1980 وتألفت اللجنة من الأستاذ الدكتور أحمد حسن فرحات مشرفاً والأستاذ محمد قطب مناقشاً والشيخ محمد الراوي مناقشاً. حصل الشيخ على درجة الدكتوراه في التفسير وعلوم القرآن سنة 1984 من الجامعة نفسها، وكانت الرسالة بعنوان: في ظلال القرآن – دراسة وتقويم وأشرف عليها أيضاً الأستاذ الدكتور أحمد حسن فرحات، وناقشه الشيخ مناع القطان، والأستاذ الدكتور عدنان زرزور.
من أبرز المشايخ الذين تتلمذ على يديهم الشيخ موسى السيد – أحد علماء فلسطين - والشيخ محمد الغزالي والشيخ عبد الحليم محمود. تأثر الخالدي تأثراً كبيراً بالشيخ سيد قطب وكانت صلته بالشيخ صلة محبه وتلمذة، أما صلة شخصية فلم يكن بين الشيخ صلاح وبين الأستاذ سيد قطب صلة شخصية، إنما تتلمذ الشيخ على كتبه.

## حياته العملية
عاد من دراسته في القاهرة عام 1970 وعُيّن في وزارة الأوقاف الأردنية عام 1971 وكان تعيينه في الطفيلة، بدأ عمله واعظًا وتدّرج في المناصب إلى أن أصبح مديرًا للأوقاف فيها، طلب الانتقال في العام 1975، ليعُيّن مساعدًا لمدير أوقاف السلط، وبعد عام، اُبتعث لدراسة الماجستير في الرياض وعاد منها في العام 1980، عمل مدرسًا (تابعًا للأوقاف) في كلية العلوم الإسلامية بمنطقة العبدلي، في الفترة من عام 1981 وحتى تقاعده من الأوقاف سنة 1991 وكان آخر عمله عميدًا للكلية، وفي نفس الفترة عمل كمدرس غير متفرّغ في عدد من كليات الشريعة في عدد من الجامعات، منها الأردنية واليرموك، وفي الفترة 1991-1998 عمل مدرسًا في كلية الدعوة وأصول الدين، كانت تتبع للأوقاف في هذه الفترة، وبعد ضمّ الكلية لجامعة البلقاء عمل فيها أستاذًا حتى العام 2008، انتقل بعدها للتدريس في جامعة العلوم الإسلامية العالمية واستمر في ذلك حتى العام 2015.

## من مؤلفاته
- سيد قطب: الشهيد الحي، مكتبة الأقصى، عمان، الأردن، ط1، 1981م
- أمريكا من الداخل بمنظار سيد قطب، 207 ص، دار القلم، 1985م
- تصويبات في فهم بعض الآيات، ط1، دار القلم للطباعة والنشر والتوزيع، 1987م
- ثوابت للمسلم المعاصر، ط2، 1412هـ- 1991م
- الرسول المبلغ، 256 ص، 1997م، دار القلم، الإمارات العربية المتحدة
- الشخصية اليهودية من خلال القرآن: تاريخ وسمات ومصير، 408 ص، 1998م، دار القلم، الإمارات العربية المتحدة،
- لطائف قرآنية، 200ص، 1998م، ط2، دار القلم، الإمارات العربية المتحدة،
- الخطة البراقة لذي النفس التواقة،
- مفاتيح للتعامل مع القرآن، 2002م، ط3، دار القلم، الإمارات العربية المتحدة،
- القصص القرآني عرض وقائع وتحليل أحداث،
- مدخل إلى ظلال القرآن، 304 ص، دار عمار للنشر والتوزيع
- أفراح الروح، دار عمار للنشر والتوزيع، 2002م
- القرآن ونقض مطاعن الرهبان، ط1، دار القلم للطباعة والنشر والتوزيع، 2007م
- صور من جهاد الصحابة
- الكليني وتأويلاته الباطنية للآيات القرآنية في كتابه أصول الكافي
- حقائق قرآنية حول القضية الفلسطينية
- سفر التكوين في ميزان القران الكريم, 212 ص، دار العلوم للنشر والتوزيع، الطبعة الأولى 2004
- تفسير الطبري جامع البيان عن تأويل آي القرآن: تقريب وتهذيب، 5008 ص، دار القلم ، الطبعة الثانية ، 2012, ردمك: 9789933475697.

## وفاته

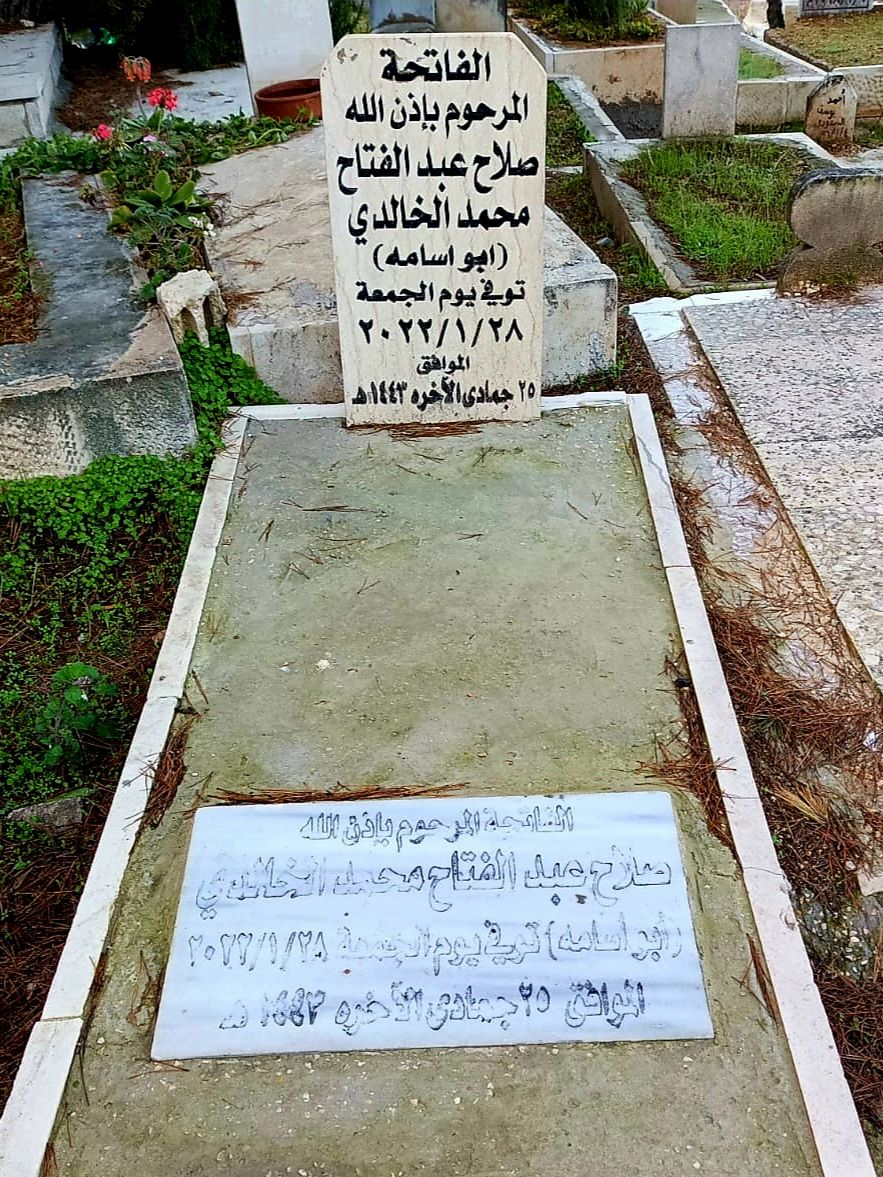
قبر صلاح عبد الفتاح الخالدي

توفي صلاح الخالدي يوم الجمعة 25 جمادى الآخرة 1443 هـ الموافق 28 يناير 2022 م في مدينة عمَّان إثر إصابته بفيروس كورونا.